# Anas luzonica
Anas luzonica là một loài chim trong họ Vịt.